# Chociszewo (województwo mazowieckie)
Chociszewo – wieś solecka w Polsce położona w województwie mazowieckim, w powiecie płońskim, w gminie Czerwińsk nad Wisłą.
W latach 1954–1972 wieś należała i była siedzibą władz gromady Chociszewo. W latach 1975–1998 miejscowość administracyjnie należała do województwa płockiego.

## Parafia
Wieś jest siedzibą rzymskokatolickiej parafii pw. św. Leonarda należącej do dekanatu zakroczymskiego.
Parafię w Chociszewie erygował 4 lutego 1452 r. biskup płocki Paweł Giżycki, a ufundował jego brat Wincenty, marszałek książąt mazowieckich. Zbudowany w XVI w. kościół pod wezwaniem Wniebowzięcia NMP oraz św. Erazma i Leonarda przetrwał do początku XVIII w. Kolejny kościół został wzniesiony w 1740 r. z fundacji Władysława Łaźniewskiego, cześnika zakroczymskiego i przetrwał do 1830 r.
Obecny kościół został zbudowany w latach 1830-1835 z fundacji Szczepana Miszewskiego. Został remontowany i przebudowany w 1878 r. kosztem Józefata Zawidzkiego. Jest to budowla drewniana, orientowana, konstrukcji zrębowej z wieżą. Wyposażony jest w ołtarz główny późnorenesansowy z XVII w. sprowadzony z Włoch. W ołtarzu umieszczony jest obraz MB Częstochowskiej (zasłaniany obrazem św. Katarzyny). W kościele są również dwa ołtarze boczne.
Do parafii należą miejscowości: Chociszewo, Goworowo, Miączyn, Stare Przybojewo, Roguszyn, Wychódźc.